# Lancashireprocessen

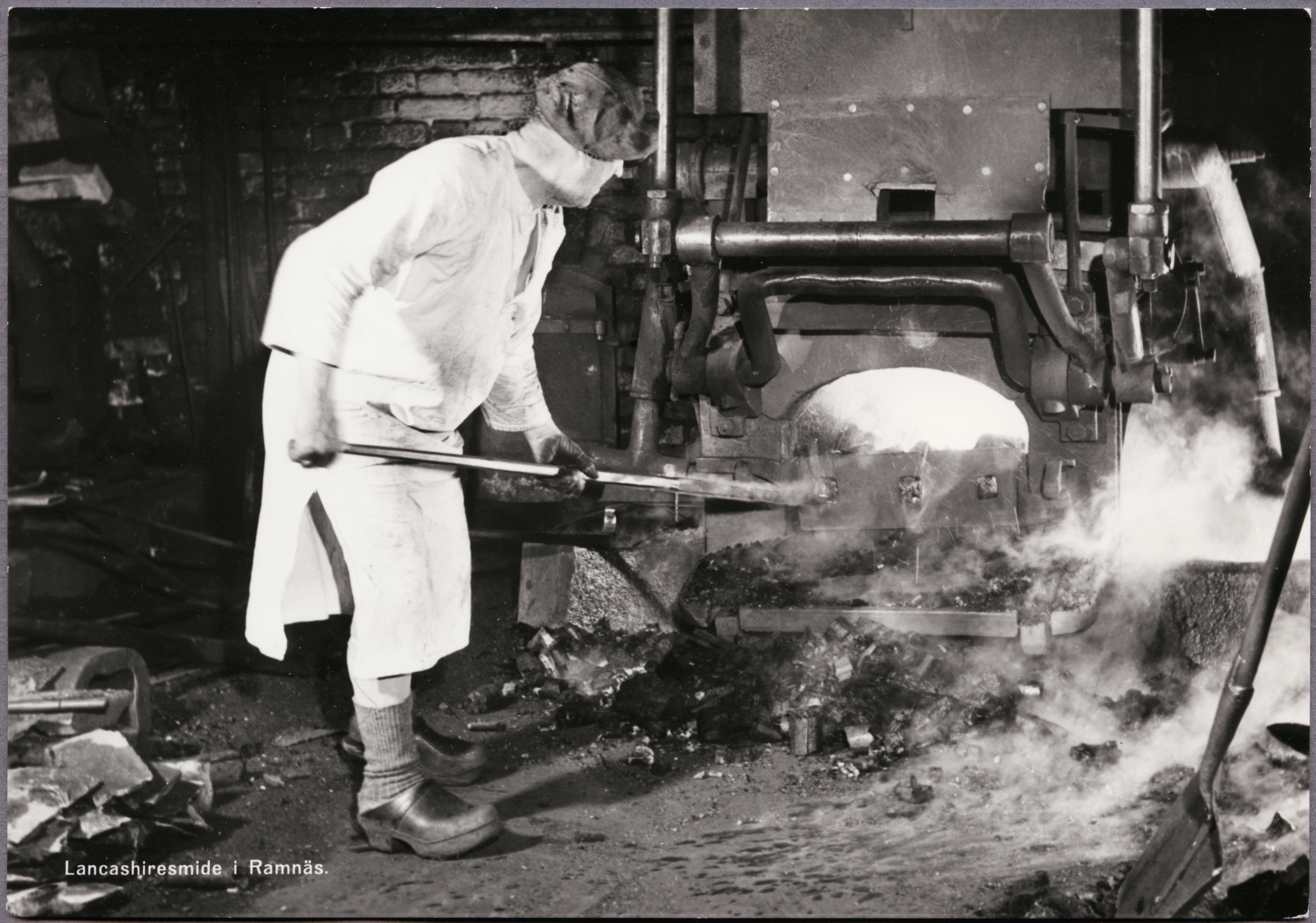
Lancashiresmide i Ramnäs 1963.

Lancashireprocessen är en äldre härdfärskningsmetod för framställning av smidbart järn (välljärn) genom uppvärmning och färskning av tackjärn på en härd, så kallad härdfärskning.
Som bränsle används träkol, som förbränns med förvärmd luft. Järnet erhålls i halvsmält form på härdens botten, tas ut och smids under fallhammare till ämnen. Dessa bearbetas sedan vidare genom valsning och smidning till färdiga produkter.

## Historia

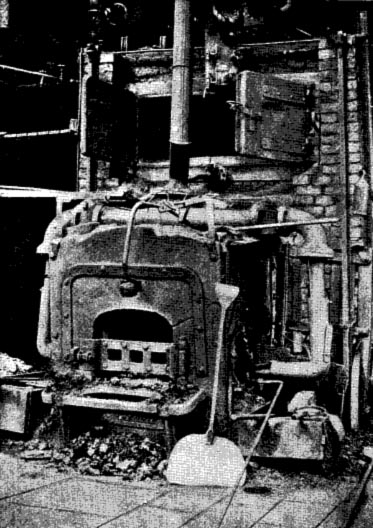
Lancashirehärd. Ur Sveriges land och folk (1901).

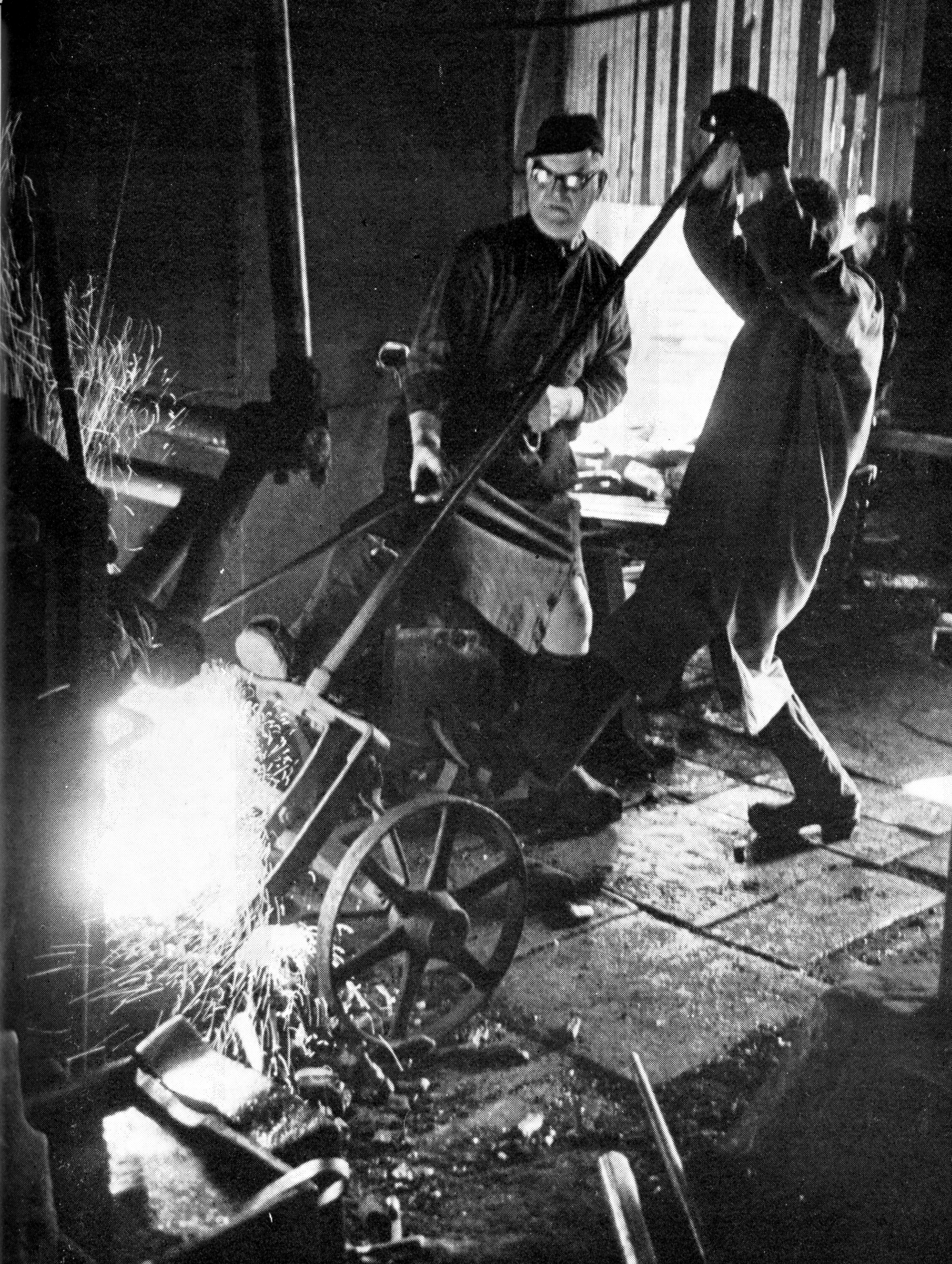
Arbete vid en lancashirehärd, Gisslarbo bruk 1962.

Lancashireprocessen, också benämnt lancashiremetoden och lancashiresmide, härstammar ursprungligen från det engelska grevskapet Lancashire. Där användes stenkol som energikälla.  Metoden infördes i Sverige under 1830-talet av Gustaf Ekman, den dåvarande direktören för Jernkontoret. Metoden kräver högre värme än som fram till dess kunde åstadkommas med inhemskt träkol, och import av stenkol var dyrt. Genom Ekmans uppfinning år 1843 av en så kallad vällugn som alstrar gas ur trä, och sedan förbränner gasen, blev Lancashiremetoden ekonomiskt möjlig i Sverige och Norge. Den fick snabbt stor utbredning inom den dåvarande järn- och stålindustrin, men har numera ersatts av olika smältfärskningsmetoder. Den sista tillverkningen enligt lancashireprocessen skedde i Ramnäs 1964.

## Härden
Lancashirehärden är konstruerad som en upptill öppen låda sammansatt av tackjärnshällar, vilken är inbyggd i ett ugnsrum som framifrån är åtkomligt för smedens verktyg genom en öppning. I vardera av härdens två sidoväggar finns en vattenkyld forma som förser ugnen med blästerluft. Förbränningsgaserna försvinner över härdens bakvägg, där ett förvärmningsrum för tackjärnet finns, för att därefter passera en slags rörapparat som svarar för blästerns uppvärmning.

## Processen
Vid processen använde man tackjärnsplattor som vägde något över 100 kg/st (150 kg/st enligt Gerard de Geer), vilka i ungefär en timme färskades till en färdig smälta i härden. Som bränsle användes som tidigare nämnts träkol. Processen gick till på så sätt att de förvärmda tackjärnsplattorna i samband med nedsmältning lades ihop med träkol så att de befann sig något över formöppningarnas nivå. Mot slutet av smältningsperioden inleddes den s.k. färskbrytningen, då smederna med ett spett förde upp de klumpar av järn och slagg som bildats på härdens botten. Beroende på hur mycket av legeringsämnena i tackjärnet som försvann genom inverkan av slaggens och blästerns syre, hade järnet då fått en ganska degig konsistens. Smedernas arbete vid härden bestod sedan i att få ihop samlad smälta på härdens botten, bestående av järn där de flesta återstående legeringsämnena bortskaffats. Enligt brukspatronen Gerhard de Geer kan det ifrågasättas om något annat arbete inom järnhanteringen var så hårt, varmt och sotigt som "brytningen" framför den flammande härden.
Det fanns emellertid fortfarande vid denna punkt i processen kvar en del fint fördelat slagg inuti järnet. Därför fördes den färdiga smältan direkt in under en stor mumblingshammare. Hopslagaren ansvarade för den mekaniska bearbetningen för att nå slutprodukten smältstycken i lämplig storlek och form. Under denna sista del i själva processen bortgick de flesta kvarvarande slaggresterna från järnet. Smältstyckena upphettades därefter på nytt i en separat vällugn innan de kunde valsas ut till färdiga produkter.
Järnkontorets översmidverkmästare CA Jacobsson var verksam från Filipstad. Han processutbildade personal i smide samt fortbildade smederna i Lancashiresmide samt drift av gasgeneratorer. Värmland var tidigare med att förse järnbruken med ny teknik som vällugnar och gasgeneratorer. CA Jacobsson hade egen vällugnskonstruktion. Wenström vid Borgviks Bruk hade också egen vällugnskonstruktion. Jacobsson och Wenström utvecklade gasgeneratorer för vällugnar. Wenströms första fanns vid järnbruk norr om Forshaga. 
Bland annat använde man torv som bränsle. Stora torkanordningar fanns vid Lesjöfors Bruk med utrustning för pressning och avvattning av torv. Med dessa kunskaper började man också använda mer fuktig ved. På så sätt kunde man få tillverka mer järn, då myndigheternas tillstånd via koncessioner bestämde hur mycket varje järnbruk fick tillverka. På Lesjöfors Bruk försåg man Lancashirehärdarna med ånggenerering i avgaserna från ugnarna. Patent söktes och erhölls under 1850-talet. 
Man utvecklade produktionstekniken och processen. På så sätt ökade man värmeåtervinning och försökte på alla sätt sänka energiförbrukningen och produktionskostnaden per enhet. Särskilda ingenjörer anställdes för produktions- och kvalitetsförbättringar. Exempelvis anställde Lesjöfors Bruk tidigt Johan August Brinell, som utvecklade Brinellmetoden för att kvalitetskontrollera stålet.
Produkten man tillverkade gick från stångjärn till smältstycken. Produktionskostnaderna sjönk kraftigt per enhet produkt. De små järnbruken hade svårt att konkurrera. Under slutet av 1800-talet bildades de större järnbruken i Sverige.

## Lancashiresmidet i Sverige
Den jämförelsevis låga temperatur som bearbetningen av tackjärnet skedde vid enligt lancashireprocessen (till skillnad från götstålsmetoderna, se stålverk) underlättade i hög grad bortskaffandet av kol, kisel och mangan från tackjärnet. Dessutom hade mycket av det dåvarande svenska träkolstackjärnet låga fosfor- och svavelhalter. Det gjorde att lancashireprocessen lämpade sig just särskilt om man ville få fram ett mycket rent järn.  Efter Gustaf Ekmans förbättringar blev lancashireprocessen snabbt den dominerade processen i Sverige. Det färdiga lancashirejärnet kunde också vid smidning upphettas till högre temperatur än götjärn, utan att egenskaperna försämrades, varför det kom att lämpa sig utmärkt till bl.a. klensmide. Detta är några av anledningarna till att lancashiresmide kom att finnas kvar så länge parallellt med moderna metoder. När ugnarna i Ramnäs slocknade 1964 var det de sista, inte bara i Sverige, utan i hela världen.
Som kuriosa kan nämnas att det 1910 i Sverige tillverkades 150 500 ton lancashiresmält-stycken.

## Karmansbo
Vid Karmansbo bruk i Skinnskattebergs kommun finns idag världens enda fungerande lancashiresmedja. Smedjan, som lades ned 1958, restaurerades under 1970- och 80-talen och kan nu åter ses i drift med lancashirehärdar, mumblingshammare, vattenhjul, valsverk, blåsmaskin m.m.

## Nutida bilder

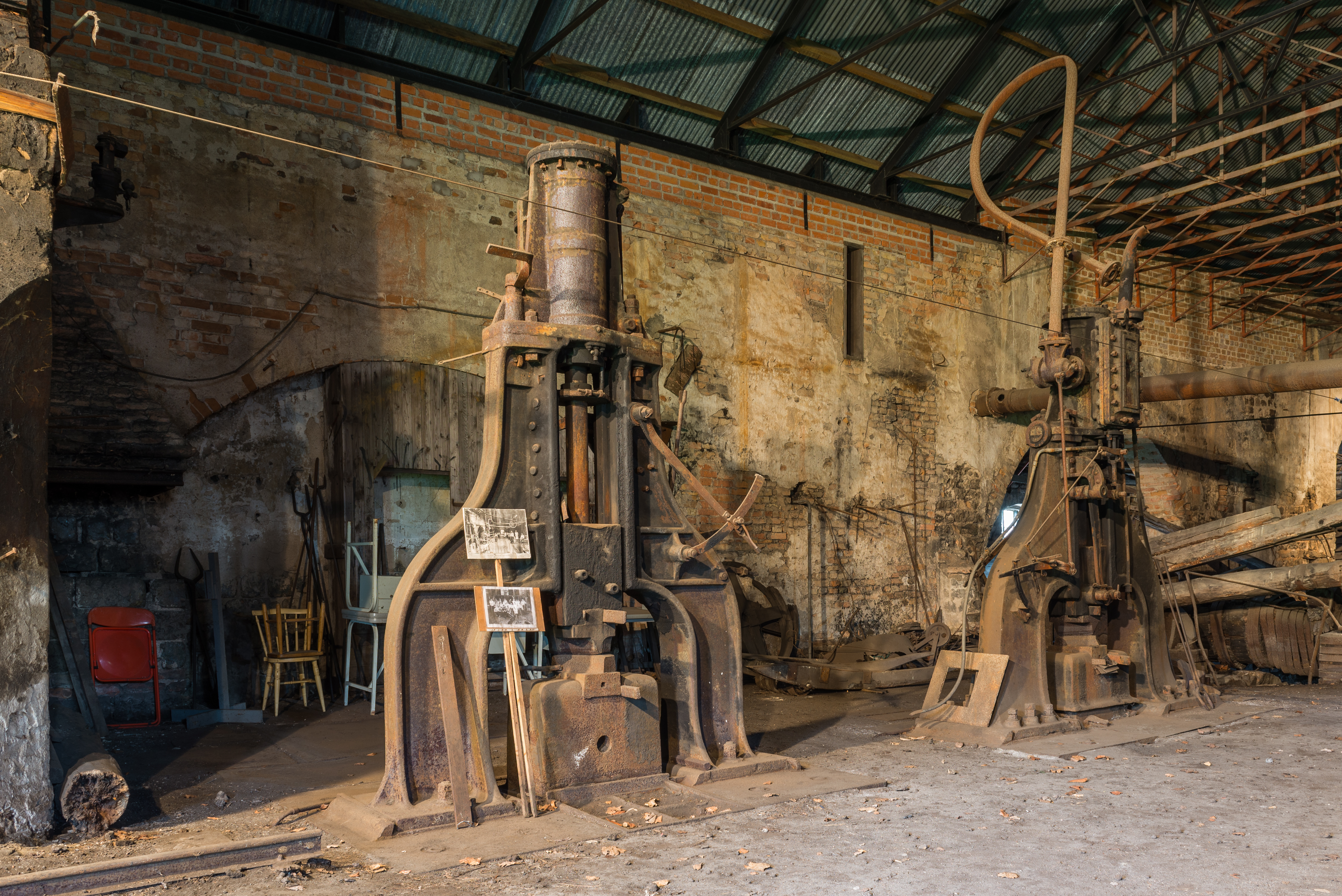
Två ånghammare i Strömsbergs bruk.
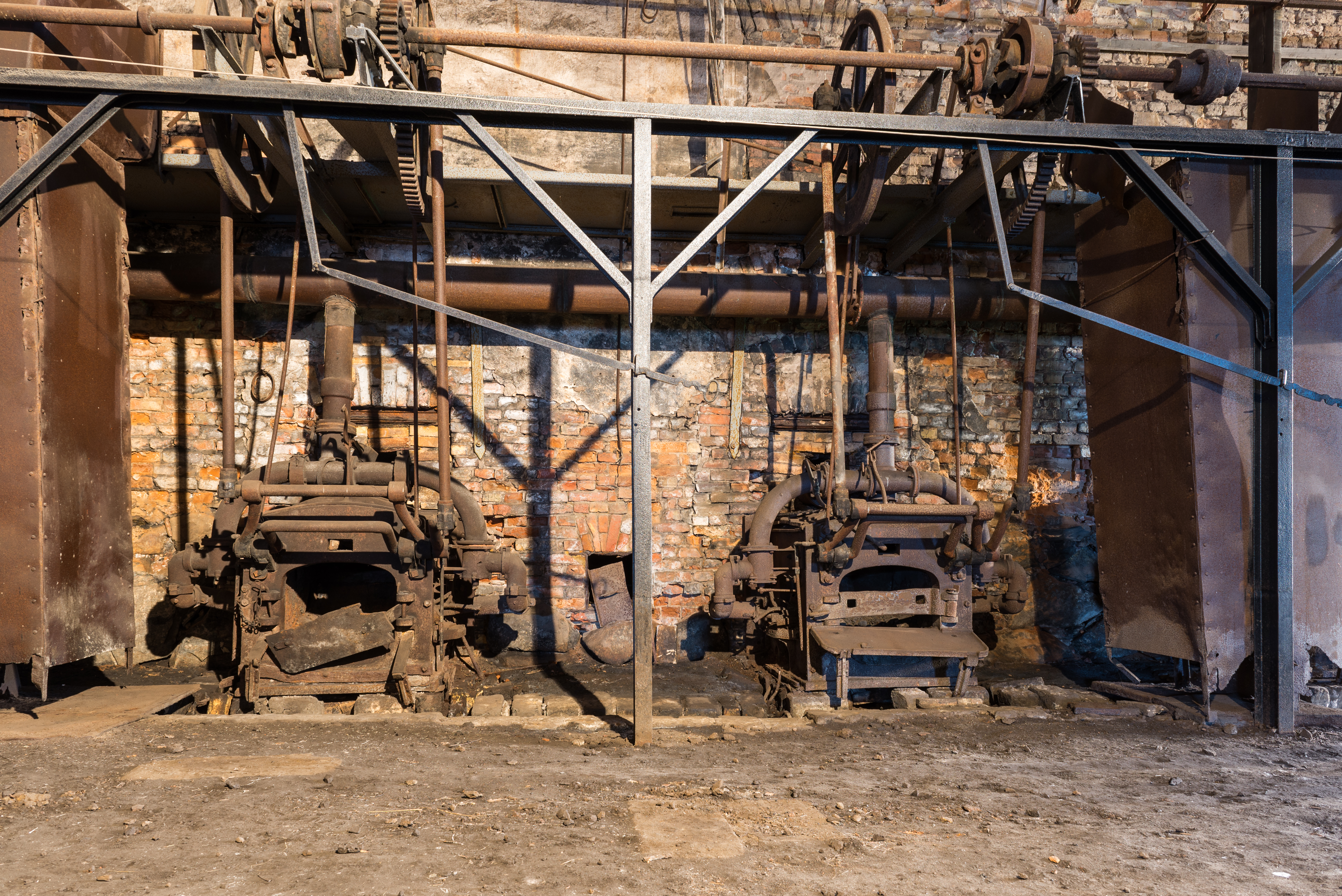
Bevarade Lancashirehärdar i Strömsbergs bruk.
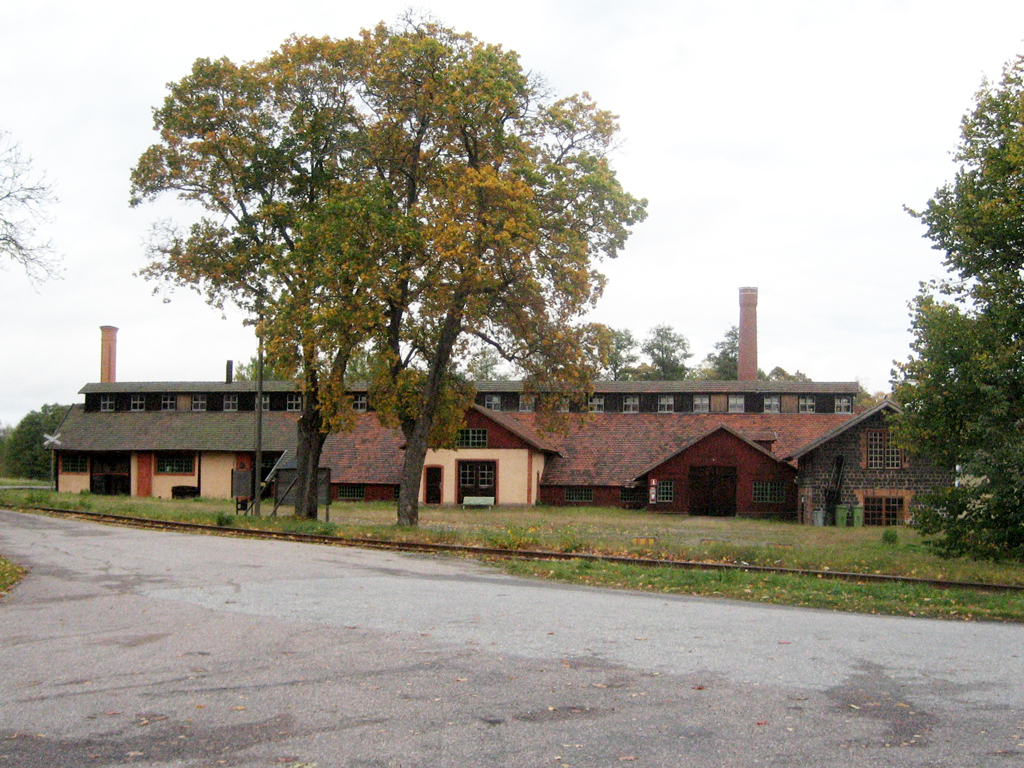
Lancashiresmedjan i Ramnäs
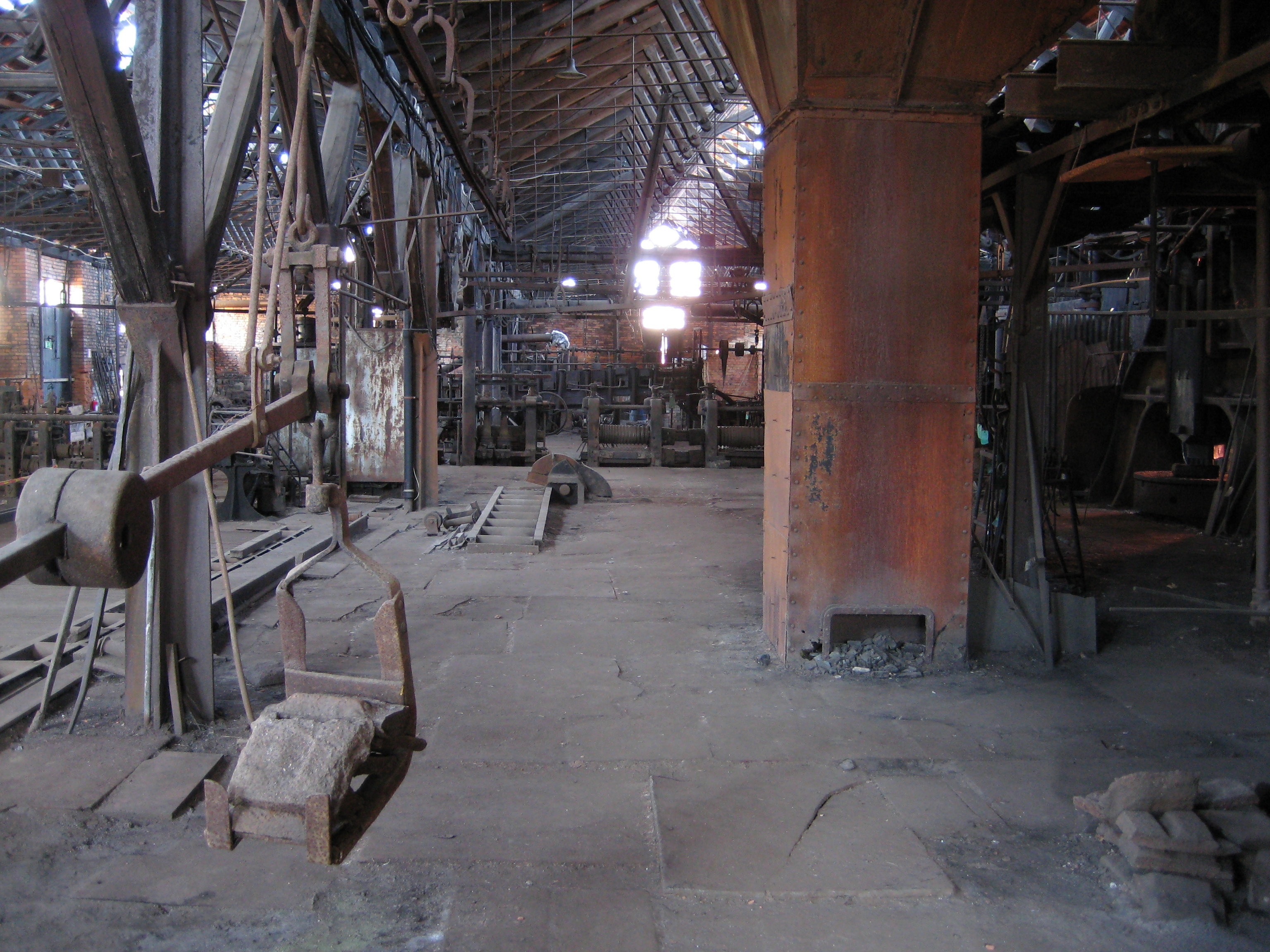
Interiör av lancashiresmedjan i Ramnäs